# 강종관
강종관(1959년 ~ )은 조선민주주의인민공화국의 정치인이다. 내각 륙해운상 겸 조선로동당 중앙위원회 정치국 후보위원이다. 최고인민회의 제13기 대의원이다.

## 경력
2007년 내각 륙해운성 항만수상운수관리국 기사장을 거쳐 2007년 12월 서해특별지대 해주항 개발 분과위원장을 지냈다. 2012년 5월 라동희 후임으로 륙해운상에 임명되었다. 2016년 5월, 조선로동당 제7차 대회에서 조선로동당 중앙위원회 후보위원으로 선출되었다.

## 최고인민회의 대의원
2014년 3월 최고인민회의 제13기 대의원으로 선출되었다.